# Новый Берестовец
Новый Берестовец (укр. Новий Берестовець) — село в Малолюбашанской сельской общине Ровненского района Ровненской области Украины.
До 2020 года входило в Костопольский район.
Население по переписи 2001 года составляло 257 человек. Почтовый индекс — 35044. Телефонный код — 8-03657. Код КОАТУУ — 5623485007.